# Ctenochauliodes nigrovenosus
Ctenochauliodes nigrovenosus là một loài côn trùng trong họ Corydalidae thuộc bộ Megaloptera. Loài này được van der Weele miêu tả năm 1907.